# Josep Francés
Josep Francés Anaya (Alcira, 1959). Cursa estudios de arte en la academia Galatea de Valencia. Años después estudia interiorismo y arquitectura en la escuela de Artes Aplicadas de Valencia. Su trabajo de restauración arquitectónica le lleva a ver la posibilidad de transferir su trabajo a sus cuadros. Una de sus facetas más interesantes es su participación en concursos de pintura rápida al aire libre en los que en pocas horas se adquiere una gran destreza en técnicas de pintura que después aplica a sus obras de estudio. Expone en Salas de arte de España y Francia, pero es a partir de 2005 cuando empieza a participar en certámenes de pintura nacionales e internacionales, cuando cambia por completo su pintura, y se convierte en una pintura de claro carácter constructivista. En sus obras Francés refleja en cuadros de gran tamaño series de ciudades del mundo, transportando su carácter cosmopolita a sus obras y consiguiendo con ello el reconocimiento en infinidad de premios tanto nacionales como internacionales. En el año 2013 es seleccionado para pertenecer al grupo Artevalencia.

## Premios[citarequerida]
- Mención de Honor "PREMIO BANCAJA 2009", Valencia.
- Finalista del Premio de pintura BMW, Exposición en el "Centro Cultural la Vaguada", Madrid.
- Premio Internacional “Artistes du Monde a Cannes” Francia.
- Premio CCM de Pintura 2011, Almansa, Albacete.
- 1ºPremio “Bienal de Benicarló”, Castellón 2010
- 1ºPremio AGROVIN, Tomelloso, Ciudad Real 2010
- 1ºPremio del XXIII Edición del Certamen Internacional de Pintura Eusebio Sempere, Onil, Alicante
- 1º Premio de pintura de Sant Jordi, Castellón
- 1 Premio VIPS 2010,” XXII Certamen Nacional de Pintura del Retiro” Madrid
- Premio de adquisición “VIII Certamen Nacional de Pintura de Villanueva de los Infantes” Ciudad Real.
- 1º premio "BEST of 2008",Maziart International Fine art Competition, Hamburgo, Alemania.
- 1º premio, 2008 Chelsea International Fine Art Competition, New York.
- 1º premio especial,CajaMurcia,"XXXVI C. N. P.Villa de Fuenteálamo" Murcia.
- 1º premio Lopez Villaseñor, Ciudad Real.
- 1º premio " Napisa 2008", Mota del Cuervo, Cuenca.
- 1º premio "BIENAL EUSEBIO SEMPERE ",Onil, Alicante.
- 1º premio "CIUDAD DE CHINCHILLA 2008 ",Albacete.
- 1º premio " JOSE ACED DE PINTURA " Alcorisa, Teruel.
- 1º Accésit "Premio Beltrán Segura", Sot de Chera,Valencia.
- 2º premio "Garabato y Tacara de Andujar", Jaén.

## Exposiciones internacionales[citarequerida]
- Palacio de los Festivales de Cannes
- Icogallery, New York,USA.
- Agora Gallery, New York, USA
- Palacio Sthenberg,Viena, Austria
- Inst. Italiano de Cultura, Praga, Chequia
- Genovarte, Génova, Italia.
- Maziart, Hamburgo, Alemania.
- Arsenale, Venecia, Italia.
- Biennale Artoulouse, Toulouse, Francia.[2]